# Геворгян, Завен Гарегинович
Заве́н Гареги́нович Геворгян (арм. Զավեն Գևորգյան, 17 мая 1942, Ереван, Армянская ССР, СССР) — армянский хозяйственный и государственный деятель.
- 1959—1964 — Ереванский сельскохозяйственный институт.
- 1964—1965 — был бригадиром в Ереванском тепловом хозяйстве.
- 1965—1966 — работал агрономом в совхозе Масис.
- 1966—1974 — был аспирантом Московского НИИ защиты растений, затем научным сотрудником, научным секретарём, а в 1974—1977 — заместитель директора института по научной части.
- 1977—1978 — был начальником сектора полеводства ЦК КП, а в 1978—1983 — ответственным организатором того же сектора.
- 1983—1987 — первый секретарь Арагацотного райкома ЦК КП.
- 1987—1990 — первый секретарь Арташатского райкома ЦК КП.
- 1993—1994 — представительский директор фирмы «Российская корона» в Москве.
- 1995—1996 — был директором Московской фирмы «Венген оверсис».
- 1997—2000 — председатель производственного объединения «Троицкое».
- 2000—2002 — был министром сельского хозяйства Армении.